# Campeonato Mundial de Patinaje de Velocidad sobre Hielo de 2014
El CVIII Campeonato Mundial de Patinaje de Velocidad sobre Hielo se celebró en Heerenveen (Países Bajos) del 22 al 23 de marzo de 2014 bajo la organización de la Unión Internacional de Patinaje sobre Hielo (ISU) y la Federación Neerlandesa de Patinaje sobre Hielo.
Las competiciones se realizaron en el estadio Thialf de la ciudad holandesa. 

## Resultados

### Masculino
| Evento                        | Oro                                        | Plata                                                          | Bronce                                 |
| ----------------------------- | ------------------------------------------ | -------------------------------------------------------------- | -------------------------------------- |
| 500 m (22.03)                 | Konrad Niedźwiedzki · Polonia · 35,91 s    | Håvard Bøkko · Noruega · Koen Verweij · Países Bajos · 35,95 s | —                                      |
| 1500 m (23.03)                | Denis Yuskov · Rusia · 1:46,12             | Koen Verweij · Países Bajos · Bart Swings · Bélgica · 1:46,47  | —                                      |
| 5000 m (22.03)                | Jan Blokhuijsen · Países Bajos · 6:17,78   | Koen Verweij · Países Bajos · 6:19,69                          | Denis Yuskov · Rusia · 6:20,15         |
| 10 000 m (23.03)              | Jan Blokhuijsen · Países Bajos · 13:13,93  | Denis Yuskov · Rusia · 13:17,84                                | Koen Verweij · Países Bajos · 13:19,12 |
| Clasificación general (23.03) | Koen Verweij · Países Bajos · 149,365 pts. | Jan Blokhuijsen · Países Bajos · 149,600 pts.                  | Denis Yuskov · Rusia · 150,030 pts.    |

### Femenino
| Evento                        | Oro                                      | Plata                                 | Bronce                                     |
| ----------------------------- | ---------------------------------------- | ------------------------------------- | ------------------------------------------ |
| 500 m (22.03)                 | Ireen Wüst · Países Bajos · 38,86 s      | Yuliya Skokova · Rusia · 39,00 s      | Yekaterina Shijova · Rusia · 39,13 s       |
| 1500 m (23.03)                | Ireen Wüst · Países Bajos · 1:54,13      | Olga Graf · Rusia · 1:55,67           | Yuliya Skokova · Rusia · 1:55,99           |
| 3000 m (22.03)                | Ireen Wüst · Países Bajos · 3:58,83      | Yvonne Nauta · Países Bajos · 4:03,20 | Olga Graf · Rusia · 4:05,51                |
| 5000 m (23.03)                | Yvonne Nauta · Países Bajos · 6:57,59    | Ireen Wüst · Países Bajos · 6:59,07   | Olga Graf · Rusia · 7:00,01                |
| Clasificación general (23.03) | Ireen Wüst · Países Bajos · 158,615 pts. | Olga Graf · Rusia · 161,315 pts.      | Yvonne Nauta · Países Bajos · 162,488 pts. |

## Medallero
- Solo se otorgan medallas en la clasificación general.

| Núm. | País         | Oro | Plata | Bronce | Total |
| ---- | ------------ | --- | ----- | ------ | ----- |
| 1    | Países Bajos | 2   | 1     | 1      | 4     |
| 2    | Rusia        | 0   | 1     | 1      | 2     |
|      | TOTAL        | 2   | 2     | 2      | 6     |